# Рішедлі Базур
Рішедлі Базур (нід. Riechedly Bazoer, нар. 12 жовтня 1996, Утрехт, Нідерланди) — нідерландський футболіст, опорний півзахисник клубу АЗ (Алкмар) та національної збірної Нідерландів.

## Ігрова кар'єра

### Клубна
Базур почав грати у футбол у рідному місті Утрехт у команді аматорського рівня. У 2006 році він прийняв запрошення від ПСВ, в академії якого і продовжив займатися футболом. Згодом інтерес до молодого півзахисника виявляли клуби англійської Прем'єр-ліги але Базур залишився у Нідерландах і обрав столичний «Аякс» для продовження своєї кар'єри. У грудні 2014 року Базур дебютував у чемпіонаті Нідерландів. У квітні наступного року Рішедлі продовжив контракт з «Аяксом» до 2020 року.
У грудні 2016 року Базур уклав угоду на 4,5 роки з німецьким «Вольфсбургом» і вже за два місяці він дебютував у німецькому чемпіонаті.
Влітку 2018 року Базур відправився в оренду у португальський «Порту». Але там він переважно грав у дублюючому складі. За першу команду «Порту» Базур провів лише один матч у Кубку Португалії.
Повернувшись до «Вольфсбурга» Базур не став продовжувати співпрацю з німецьким клубом і приєднався до нідерландського «Вітесса». Відіграв за цю команду три сезони, провівши 77 ігор у чемпіонаті країни.
1 серпня 2022 року на правах вільного агента став гравцем іншого нідерландського клубу, АЗ (Алкмар), з який уклав трирічний контракт.

### Збірна
У 2012 році Рішедлі Базур у складі юнацької збірної Нідерландів (U-17) виграв чемпіонат Європи, що проходив у Словенії.
Рішедлі Базур має кюрасаосске коріння і у 2013 році Федерація футболу цієї країни запрошувала Базура приєднатися до національної збірної Кюрасао. Але Базур відмовив, мотивуючи це тим, що моє намір грати за збірну Нідерландів.
13 листопада 2015 року, у товариському матчі проти команди Вельсу, Рішедлі Базур дебютував у національній збірній Нідерландів.

## Досягнення
Нідерланди (U-17)
- Чемпіон Європи: 2012

Особисті досягнення
- Команда місяця Ередивізі: березень 2024[10]